# Inge Bongers-Ritter

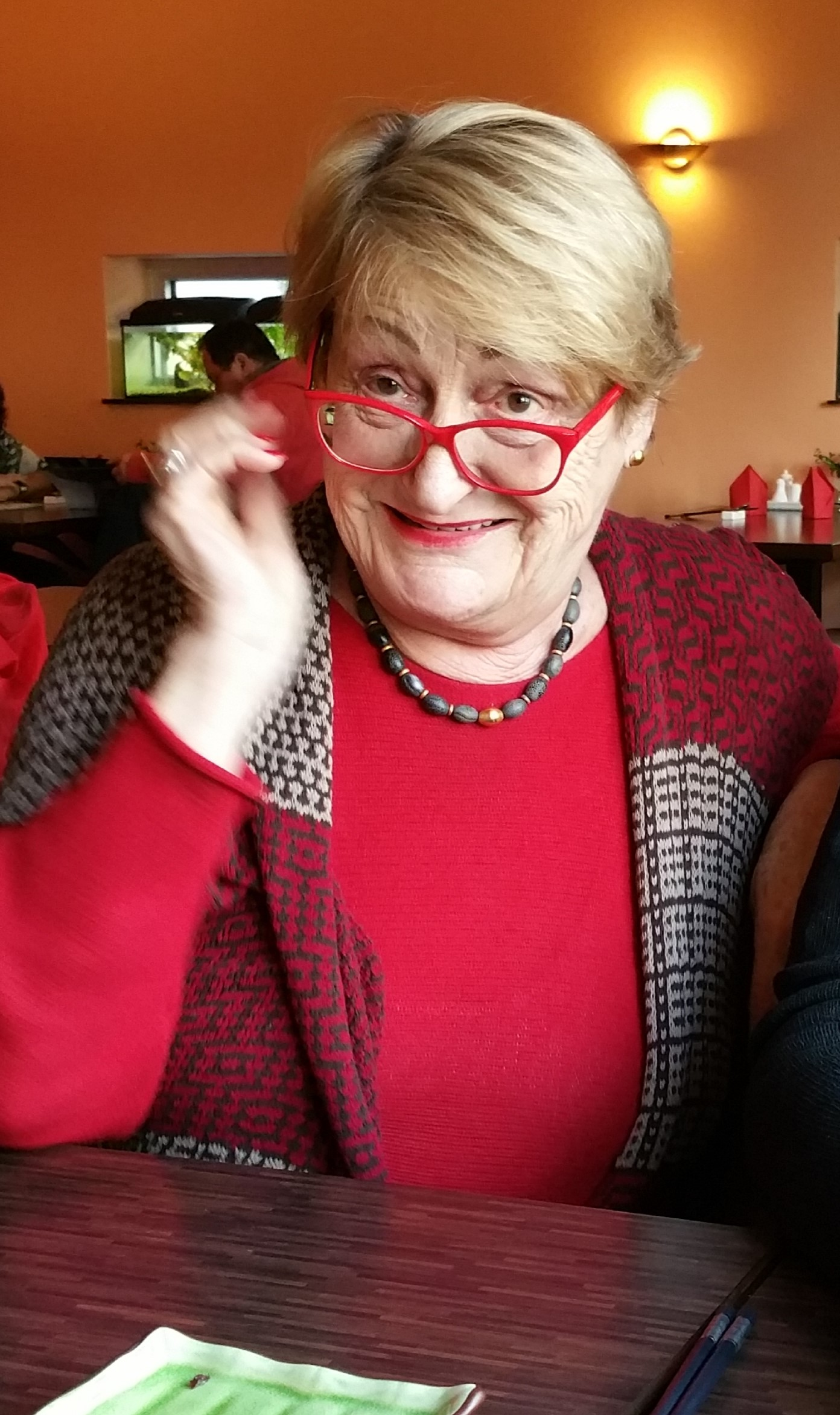
Inge Bongers-Ritter (2018)

Inge Bongers-Ritter (* 1. September 1941 in Köln) ist eine deutsche Journalistin, Theater- und Filmkritikerin und war Feuilleton-Redakteurin bei der Berliner Tageszeitung Der Abend und freie Mitarbeiterin verschiedener deutscher Rundfunkanstalten. Ihre schriftlichen Arbeiten (Kritiken, Würdigungen, Nachrufe und Interviews, Buchveröffentlichungen) sind mit ihrem Geburtsnamen „Inge Bongers“, oder auch nur mit „I. B.“ unterzeichnet.

## Leben und Werk
Nach ihrer Schulausbildung in Köln zog Inge Bongers 1963 nach Berlin. Dort besuchte sie die „Fritz-Kirchhoff-Schule“ DER KREIS, arbeitete noch während ihrer Ausbildung zur Schauspielerin im Sekretariat der Zeitung Der Abend und begann dann ein Volontariat in der Feuilleton-Redaktion. Sie war dort im Bereich Kultur, Schwerpunkt Film- und Theaterkritik tätig. Nach der Einstellung des Abend im Januar 1981 verfasste sie als freie Journalistin Beiträge im Hörfunk, vorwiegend beim SFB (Sender freies Berlin), heute rbb (Rundfunk Berlin Brandenburg), in dessen langjähriger Reihe „Hier spricht Radio Tyrus – Rundfunkjournalisten auf den Spuren der Bibel“ übernahm sie jeweils den Part der Gesellschaftsreporterin, berichtete etwa hautnah vom Klatsch am Hofe des Königs Herodes. Sie schrieb regelmäßig Filmkritiken für den Deutschlandfunk Köln und den WDR und verfasste Nachrufe bekannter deutscher Theater- und Filmgrößen wie Harald Juhnke, Johannes Heesters und Otto Sander.
Inge Bongers erster Roman Wir sind so frei erschien 1988 im Ullstein Verlag. Darin schildert die Autorin „die wilden Sechziger mal ganz anders: Mehr Lambrusco als Adorno, mehr Lust als Lenin“ und beschreibt die „die erlebnisreichen Wege einer gerade volljährig gewordenen jungen Frau aus Köln durch das Berlin der mittleren sechziger Jahre, gekennzeichnet von Wohnungssuche, Arbeitsamt, Wohngemeinschaft und das ihr zunächst unverständliche Vokabular der Linken“.
Eine digitale Version des heiteren Romans erschien 2024 im Selbstverlag.
Bongers ist Co-Autorin des kulturellen Reiseführers Berlin – Stadtansichten, herausgegeben von J. Nawrocki im Stapp Verlag, 1986.
Inge Bongers war verheiratet mit dem Journalisten Heinz Ritter, (Feuilleton-Chef des Abend und später Kultur-Korrespondent beim Deutschlandfunk Köln). Die Sammlung veröffentlichter Theater- und Filmkritiken beider Autoren sind im Stadtmuseum Berlin zu finden.